# Ballston Spa
Ballston Spa o North Ballston Spa es una villa ubicada en el condado de Saratoga en el estado estadounidense de Nueva York. En el año 2000 tenía una población de 5,556 habitantes y una densidad poblacional de 1,337.8 personas por km².

## Geografía
Ballston Spa se encuentra ubicada en las coordenadas 43°0′26″N 73°51′4″O / 43.00722, -73.85111.

## Demografía
Según la Oficina del Censo en 2000 los ingresos medios por hogar en la localidad eran de $37,173, y los ingresos medios por familia eran $49,387. Los hombres tenían unos ingresos medios de $36,929 frente a los $27,281 para las mujeres. La renta per cápita para la localidad era de $20,237. Alrededor del 10.6% de la población estaban por debajo del umbral de pobreza.